# Kanton Saint-Quentin-2
 Saint-Quentin-2  is een kanton van het Franse departement Aisne. Het kanton maakt deel uit van het arrondissement  Saint-Quentin.
Het kanton Saint-Quentin-2 werd gevormd ingevolge het decreet van 21 februari 2014, met uitwerking op 22 maart 2015, door samenvoeging van een deeltje van het voormalige kanton Saint-Quentin-Centre met het kanton Saint-Quentin-Nord. Het kanton kreeg Saint-Quentin als hoofdplaats. 

## Gemeenten
Het kanton omvat sinds zijn vorming 10 gemeenten en een deel van Saint-Quentin, namelijk:
- Essigny-le-Petit
- Fieulaine
- Fonsomme
- Fontaine-Notre-Dame
- Lesdins
- Marcy
- Morcourt
- Omissy
- Remaucourt
- Rouvroy
- Saint-Quentin (noordelijk deel)